# Notoporus
Notoporus es un género de ácaros perteneciente a la familia Diarthrophallidae.

## Especies
- Notoporus R. O. Schuster & F. M. Summers, 1978
  - Notoporus amnoni Haitlinger, 2001
  - Notoporus asperatus Schuster & Summers, 1978
  - Notoporus clypeolus R. O. Schuster & F. M. Summers, 1978